# Papyrus 71
Papyrus 71 (nach Gregory-Aland mit Sigel {\displaystyle {\mathfrak {P}}}71 bezeichnet) ist eine frühe griechische Abschrift des Neuen Testaments. Dieses Papyrusmanuskript des Matthäusevangeliums enthält nur die Verse 19,10–11.17–18. Mittels Paläographie wurde es auf das 4. Jahrhundert datiert.

## Text
Der griechische Text des Kodex repräsentiert den Alexandrinischen Texttyp. Kurt Aland ordnete ihn in Kategorie II ein.

## Aufbewahrungsort
Die Handschrift wird zurzeit im Ashmolean Museum (P. Oxy. 2385) in Oxford aufbewahrt.

## Bilder
- P. Oxy. XXIV Oxyrhynchus 2385 Oxyrhynchus Online
- {\displaystyle {\mathfrak {P}}}71 recto Matt. 19:10-11
- {\displaystyle {\mathfrak {P}}}71 verso Matt. 19:17-18